# Bézafibrate
Le bézafibrate un agent hypolipémiant utilisé dans le traitement de l'hypertriglycéridémie.

## Efficacité biologique
La chimie des différentes molécules des fibrates peut expliquer leurs interactions avec d'autres médicaments et de leurs interactions dans le corps humain. Le gemfibrozil réduit les lipoprotéines de densité intermédiaire (IDL) dans une plus grande mesure que le bézafibrate; par contre, le bézafibrate augmente le taux d’apo-A1 et diminue l’activité chimique de transfert des esters de cholestérol de façon plus importante que le gemfibrozil. Le bézafibrate diminue le taux du fibrinogène.
Le bézafibrate présente moins d’interactions médicamenteuses que le fénofibrate ou le gemfibrozil.

## Efficacité clinique
En tant qu'hypolipémiant, il n'a pas démontré la diminution du risque de survenue d'une maladie cardio-vasculaire et n'est plus guère utilisé dans cette indication, comme pour les autres fibrates.
L'administration du bézafibrate pour une durée de deux à huit semaines, avec une diète hypocalorique riche en protéines et de l’exercice permet une diminution la stéatose chez des donneurs vivants avant une transplantation hépatique. 
Les premiers essais du médicament dans la cirrhose biliaire primitive se sont avérés décevants Toutefois, son ajout à l'acide ursodésoxycholique permet une amélioration clinique et biologique de la maladie.

## Effets secondaires
Effets cutanés, hématologiques et rénaux.